# Marcos Carneiro de Mendonça

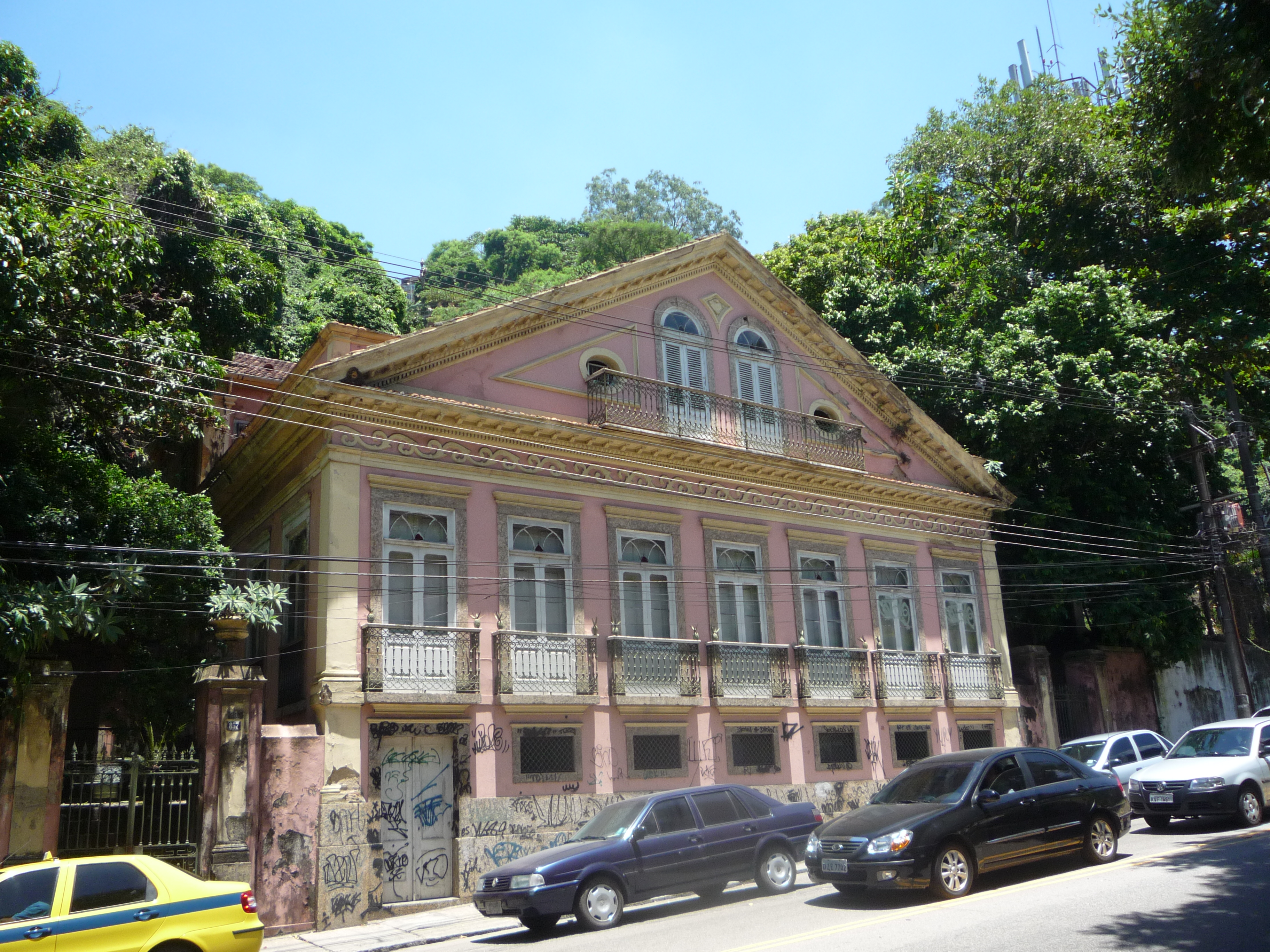
Solar dos Abacaxis, el hogar de la pareja Mendonça en el barrio Cosme Velho, después de 1944.

En 1970.

Marcos Carneiro de Mendonça (Cataguases, 25 de diciembre de 1894 - Río de Janeiro, 19 de octubre de 1988), también conocido simplemente como Marcos, fue un futbolista brasileño que logró notoriedad jugando para Fluminense y Brasil. Fue el primer guardameta de Brasil y jugó un papel clave en el primer título de Brasil, el Campeonato Sudamericano 1919.
Con Brasil, jugó 10 partidos (sin ningún solo gol anotado) entre 1914 y 1922. Fue incluido en el grupo de los convocados en los Campeonatos Sudamericanos de 1919 y 1922.
Fue un historiador, escritor y futbolista brasileño, después de haber jugado en America, Brasil y el Fluminense.

## Carrera en el fútbol
Marcos Carneiro de Mendonça fue el primer arquero de Brasil y ostenta en la actualidad el título de portero más joven en ser convocado, tenía 19 años cuando jugó su primer partido contra el Exeter City de Inglaterra —que realizaba una gira por Sudamérica— el 21 de julio de 1914, ganó por 2 a 0. El 20 de agosto del mismo año jugó el partido contra Argentina, perdiendo su selección por 3 a 0; siendo el primer enfrentamiento entre estas dos grandes selecciones. El 27 de septiembre de ese mismo año, jugó el partido que le daría su primer título a Brasil en su historia —la Copa Roca (ganando Brasil 1 a 0 a Argentina)—. Fue titular durante nueve años, ganando los Campeonatos Sudamericanos de 1919 y 1922.
Marcos comenzó su carrera a los 16 años en el equipo Haddock Lobo en 1910, con la fusión con el America —debido a problemas financieros— pasó a defender al equipo rojo, donde fue campeón carioca de 1913. Medía 1,87 m.
Debutó en su primer club en 1910, solo contra Fluminense, club al que le dedicaría gran parte de su vida.
Así como decenas de socios y deportistas del América, descontentos con la directiva, Marcos pasó a Fluminense en 1914, y fue su arquero hasta 1922.
En 127 juegos para el Flu, sufrió 164 goles y fue tres veces campeón carioca en 1917, 1918 y 1919.
Como arquero del Fluminense jugó el Campeonato Sudamericano 1916, donde Brasil quedó en tercer lugar. Marcos solo jugó el partido contra Chile, donde recibió un gol. En otros partidos atajó Casemiro. Casemiro siguió siendo el arquero titular de la selección en el Campeonato Sudamericano 1917, donde Marcos ni siquiera figuraba entre los convocados.
Siendo todavía arquero del Fluminense jugó el Campeonato Sudamericano 1919, donde Brasil fue campeón y donde brillaron los brasileños Neco y Arthur Friedenreich. Marcos jugó los cuatro partidos —contra Chile, contra Argentina (recibió un gol), contra Uruguay (recibió dos goles), y la final contra Uruguay—.
Marcos jugó el Campeonato Sudamericano 1921, donde Brasil fue subcampeón. No jugó todos los partidos ya que el arquero titular era Júlio Kuntz.
La última vez que Marcos jugó un Campeonato Sudamericano fue el de 1922, donde Brasil fue campeón por segunda vez. Marcos jugó dos partidos —contra Chile (recibió un gol) y contra Paraguay (recibió un gol)—. En otros partidos, atajó Júlio Kuntz.
Jugó 16 partidos en el Campeonato Sudamericano, recibiendo 12 goles.
Empresario que actuó al frente de la Usina Esperança, pasó por la Usina Queiroz Júnior y tras cerrar su exitosa carrera empresarial, adquirió la biblioteca y colección de documentos que pertenecieron a D. António de Almeida Soares Portugal (1699-1760), 4 ° Conde de Avintes, hijo del anterior. Fue hecho Conde de Lavradio y más tarde Marqués de Lavradio, pasando a dedicarse a escribir e investigar. Investigador incansable, le gustaba presentarse no como historiador, sino como heurista. Fue presidente del Fluminense de 1941 a 1943, conquistando como dirigente, el bicampeonato carioca en 1940 y 1941.
Casado con la poetisa Anna Amélia Carneiro de Mendonça, padre de la crítica de teatro Bárbara Heliodora, una de las mayores especialistas en Shakespeare del país y columnista del diario O Globo, fallecida en abril del 2015.

## Títulos en el fútbol
America
- Campeonato Carioca: 1913

Fluminense
- Campeonato Carioca: 1917, 1918 y 1919

Brasil
- Copa Roca: 1914
- Campeonato Sudamericano: 1919 y 1922

## Historiador
Al finalizar su carrera en el fútbol, se convirtió en historiador.
Como historiador, Marcos Carneiro de Mendonça fue miembro del Instituto Histórico y Geográfico Brasileño (IHGB) y creador del Centro de Estudios e Investigación Histórica (CEPH). Marcos dedicó parte de su vida a la investigación sobre el siglo XVIII en Brasil y se especializó en el perIodo del Marqués de Pombal y su hermano Francisco Xavier de Mendonça Furtado y sus vínculos con Brasil.
Su biblioteca con unos 11 000 volúmenes, incluyendo obras de los grandes viajeros Rugendas, Debret, Maximilian Von Wide, colección completa de Brasiliana y hasta 7000 documentos inéditos, adquiridos de los descendientes del marqués de Lavradio, colección que hoy se encuentran en la Academia Brasileña de Letras.
Investigador reconocido, publicó, entre otros, los siguientes títulos: O Intendente Câmara (1933), O Marquês de Pombal e o Brasil (1960), A Amazônia na era pombalina (1963), Erário Régio (1968), Raízes da formação administrativa do Brasil, séculos XVI – XVIII (1972), Aula do Comércio (1982), A Independência e a Missão Rio Maior (1984), Rio Guaporé, Primeira fronteira definitiva do Brasil (1986), Século XVIII Século Pombalino no Brasil (1988), investigaciones que desenvolvió en su biblioteca, las últimas de 1982 a 1988, al frente de un equipo patrocinado por la Xerox de Brasil, que tenía como coordinador al profesor Elmer C. Corrêa Barbosa. Todas estas investigaciones resultaron en libros publicados con el sello de la empresa patrocinadora e integran la colección Biblioteca Reprográfica Xerox, todas las ediciones agotadas.
Fue miembro también del Instituto Conimbricensis, de la Sociedad Geográfica de Río de Janeiro, de los Institutos Históricos de Minas Gerais, Petrópolis, Niteroi y Guarujá y del Centro de Estudios del Mar de Portugal, habiendo sido presidente de la Sociedad Capistrano de Abreu.